# Czas ołowiu
Czas ołowiu – piosenka zespołu Budka Suflera z 1982 r. (z wokalistą Felicjanem Andrzejczakiem) do tekstu Marka Dutkiewicza poświęcona postaciom estrady i filmu zmarłym, najczęściej tragicznie, w latach 70. i na początku lat 80.
W utworze wymienieni są: Janis Joplin, Brian Jones, Jimi Hendrix, Anna Jantar, 
Steve McQueen, Romy Schneider, John Lennon oraz Elvis Presley.
W wersji nagranej na płytach Budka w Operze, Live From Sopot ’94 oraz Live at Carnegie Hall nazwisko Johna Lennona („Johnnie L.”) zostało zastąpione nazwiskiem Ryszarda Riedla („Ryszard R.”). W wersji wykonanej w trakcie uroczystości pogrzebowych Romualda Lipki pojawiło się jego nazwisko („Romek L.”).